# Maggie Kirkpatrick
Maggie Kirkpatrick (ur. 29 stycznia 1941 w Albury) – australijska aktorka filmowa, teatralna i telewizyjna.

## Wybrana Filmografia
- 1971: The Godfathers
- 1978: The Getting of Wisdom jako Sarah
- 1979: Więźniarki jako Joan Ferguson
- 1982: Film o piratach jako Ruth
- 1991: The Miraculous Mellops
- 1997: Witajcie w krainie Woop Woop jako Ginger
- 2002: Hetty jako Thelma

## Życie Prywatne
W 1963 poślubiła Normana Kirkpatricka, ma z nim córkę Caitlin. Para rozwiodła się w 1979 roku.

## Źródła
- Maggie Kirkpatrick w bazie Filmweb